# Trindrini
Trindrini ist ein Berg auf der Insel Anjouan im Inselstaat Komoren.

## Geographie
Der Berg ist Teil eines Kammes, der sich vom Zentrum der Insel, wo Mont Ntringui und Béléa aufsteigen, nach Süden zieht und von seinem Gipfel weitere Ausläufer nach Osten und Südwesten entsendet. Nach Osten erstreckt sich eine kleine Hocheben, in der die Flüsse Mro Ajaho und Mro Jomani entspringen. An den Südwesthängen entspringen Zuflüsse des Lingoni, der an der Südküste bei Magnassini-Nindri in den Indischen Ozean mündet. Die nächstgelegenen Orte im Umkreis sind Lingoni, Koni Djodjo und Ouzini.